# Награда Пословни човек
Награда „Пословни човек" године је награда коју додељује Клуб привредних новинара. 
Награда, на основу одлуке жирија од петнаест новинара домаћих медија, се додељује у Привредној комори Србије, јануара месеца. 
Ову престижну награду са 2006. годину добио је Топлица Спасојевић, председник компаније ИТМ.